# Jaroslav Walter
Jaroslav Walter (né le 6 janvier 1939 à Sobědraž — mort le 20 juin 2014) à Bratislava, est un joueur de hockey sur glace tchécoslovaque. Il participe aux Jeux olympiques d'hiver de 1964 et remporte la médaille de bronze avec l'équipe nationale de Tchécoslovaquie.

## Palmarès

### Jeux olympiques
- Jeux olympiques de 1964 à Innsbruck :  Médaille de bronze